# MGP Distillery
Die MGP Distillery, ehemals Seagram’s Distillery ist eine US-amerikanische Brennerei für Whiskey (Bourbon Whiskey, Corn Whiskey, Wheat Whiskey, Rye Whiskey), Rum, Gin und Industriealkohol in Lawrenceburg, Indiana, die zum Lebensmittelhersteller MGP Ingredients gehört. Die Distillery vertreibt den Whiskey nicht unter eigenem Label, sondern liefert Whiskey an andere Unternehmen, die diesen abfüllen und unter eigenem Namen verkaufen oder weiterverarbeiten und abfüllen. Die Produkte von MGP dienen als Grundstoff für viele Blended Whiskeys, werden als Premiummarken verkauft und landen auch in vielen „Craft“-Whiskeys kleinerer Unternehmen.

## Geschichte
Gegründet wurde die Brennerei 1847 als Rossville Distillery. Seagram übernahm das Unternehmen 1933 nach dem Ende der Prohibition. Bis 2011 gehörte die Rossville Distillery zum Getränkekonzern Seagram. Nachdem Seagram aufgelöst worden war, fiel das Werk an Pernod-Ricard, die es an Angostura weiterverkauften. Nachdem Angosturas Besitzer CL Financial durch die Finanzkrise 2008 in seiner Existenz bedroht wurde, versuchten sie das Werk zu verkaufen. 2011 übernahm MGP Ingredients, ein Unternehmen, das vor allem Grundstoffe für die Lebensmittelindustrie herstellt, das Unternehmen für 15 Millionen US-Dollar, setzte aber den Kurs fort, keinen eigenen Whiskey herzustellen.

## Produkte
Seit 2013 hat MGP elf verschiedene Standardrezepte für Whiskeys. MGP verkauft seinen Whiskey an weitere Unternehmen, die ihn dann weiterverarbeiten. Entweder verarbeiten sie ihn zu Blended Whiskey, lassen in ihn eigenen Fässern nachreifen oder verdünnen ihn von Fass- (62 Vol.-% Alkohol) auf Trinkvolumen (etwa 40–45 Vol.-% Alkohol) und verkaufen ihn unter eigenem Namen. Einige Hersteller schreiben MGP oder Lawrenceburg, Indiana auf ihre Flaschen, andere nicht. Viele der in Indiana gekauften und an anderen Orten in Flaschen gefüllte Whiskeys betreiben intensives Marketing mit ihrer lokalen Herkunft aus beispielsweise Colorado (Tin Cup), New York City (Widow Jane) oder Iowa (Templeton).

## „Craft“-Whiskeys aus Indiana
Hervorgerufen durch den Erfolg der Single Malts und der Craft Bier/Mikrobrauereien ist seit 2000 in den USA eine große Szene an Mikrodistillerien und „Craft“-Whiskey entstanden. Im Gegensatz zum Bierbrauen ist die Whiskeydestillation aber vergleichsweise aufwendig. Die Anfangsinvestitionen in eine Brennerei können leicht mehrere Millionen Dollar betragen. Bedingt durch die Lagerzeit von mehreren Jahren dauert es zudem auch mehrere Jahre, bis die ersten Einnahmen erwirtschaftet werden und bis der Brenner sicher weiß, ob sein Whiskey gut ist und den Publikumsgeschmack trifft. Viele der kleinen Anbieter kaufen deshalb Whiskey. Während es möglich ist, ungekennzeichneten Whiskey in großen Mengen, auch von einigen größeren Brennereien in Kentucky, zu bekommen, behalten diese den besten Whiskey oft für ihre eigenen Produkte.  MGP stellt keine eigenen Produkte her und eignet sich deshalb besonders als Lieferant für Premium-Marken. Die „Craft“-Brenner füllen den Whiskey unter eigenem Namen ab – viele von ihnen machen das auf der Flasche nicht kenntlich. Ein deutliches Erkennungszeichen ist aber, wenn der Whiskey laut Etikett länger gereift ist, als der Hersteller überhaupt existiert.
Zu den Whiskeys, die aus Lawrenceburg kommen, gehören Rye Whiskey von George Dickel, Bulleit (Diageo), Widow Jane (Cacao Prieto), Tin Cup (Proximo Spirits) und Templeton (Young Markets Company). Andere Marken, deren Whiskey in Indiana gebrannt und dann andernorts in Flaschen abgefüllt werden, sind Copper City (Arizona), Filibuster (Washington, D.C.), Smugglers’ Notch (Vermont) und Hooker’s House (Kalifornien).